# Granby (Vermont)
Granby ist eine Town im Essex County im US-Bundesstaat Vermont. Sie hatte bei der letzten Volkszählung im Jahr 2020 insgesamt 81 Einwohner. Es ist Teil der Berlin Micropolitan Statistical Area.

## Geografie

### Geografische Lage
Granby liegt zentral im Süden des Essex Countys. Mehrere kleine Flüsse durchziehen die Town. Sie münden südlich im Connecticut River oder nördlich im Paul Stream. Es gibt mehrere kleine Seen auf dem Gebiet der Town, der größte ist der Mud Pond. Die Oberfläche ist hügelig, die höchste Erhebung ist der 967 m hohe Harris Mountain.

### Nachbargemeinden
Alle Entfernungen sind als Luftlinien zwischen den offiziellen Koordinaten der Orte aus der Volkszählung 2010 angegeben.
- Norden: Ferdinand, 6,4 km
- Nordosten: Maidstone, 12,0 km
- Südosten: Guildhall, 10,9 km
- Süden: Lunenburg, 6,4 km
- Südwesten: Victory, 7,9 km
- Nordwesten: East Haven, 6,8 km

### Klima
Die mittlere Durchschnittstemperatur in Granby liegt zwischen −11,7 °C (11 °Fahrenheit) im Januar und 18,3 °C (65 °Fahrenheit) im Juli. Damit ist der Ort gegenüber dem langjährigen Mittel der USA um etwa 9 Grad kühler. Die Schneefälle zwischen Mitte Oktober und Mitte Mai liegen mit mehr als zwei Metern etwa doppelt so hoch wie die mittlere Schneehöhe in den USA. Die tägliche Sonnenscheindauer liegt am unteren Rand des Wertespektrums der USA, zwischen September und Mitte Dezember sogar deutlich darunter.

## Geschichte
Granby wurde am 10. Oktober 1761 mit einer Fläche von 36.000 acres (etwa 93 km²) als einer der New Hampshire Grants durch Benning Wentworth gegründet. Er benannte die Town nach John Manners, Marquess of Granby. Die Besiedlung startete um 1800, die Town organisierte sich um 1810. Im Jahr ohne Sommer 1816 schrumpfte die Bevölkerung auf drei Familien und die Town verlor aufgrund der wenigen Bewohner den Status einer organisierten Town. Diesen erreichte sie erneut im Dezember 1821.
Bis 1890 stieg die Bevölkerungszahl bis auf fast 400 Menschen an. Das Hamlet Seven Mills ein Haltepunkt der Stanstead, Shefford and Chambly Railroad, entwickelte sich durch die C.H.Stevens Company, die dort ein Sägewerk betrieb. Dieses Sägewerk beschäftigte zu Spitzenzeiten mehr als 100 Männer, die als Holzfäller oder Sägewerkarbeiter tätig waren. Nachdem das Sägewerk schließen musste, sanken auch die Bevölkerungszahlen, bis im Jahr 1960 nur noch 52 Menschen in der Town lebten. Heute wohnen dort 88 Menschen.
Im Jahr 1963 waren Victory und Granby mit ihren 101 Bewohnern die letzten zwei Towns, die an das öffentliche Stromnetz in Vermont angeschlossen wurden.

### Einwohnerentwicklung
| Volkszählungsergebnisse – Town of Granby, Vermont | Volkszählungsergebnisse – Town of Granby, Vermont | Volkszählungsergebnisse – Town of Granby, Vermont | Volkszählungsergebnisse – Town of Granby, Vermont | Volkszählungsergebnisse – Town of Granby, Vermont | Volkszählungsergebnisse – Town of Granby, Vermont | Volkszählungsergebnisse – Town of Granby, Vermont | Volkszählungsergebnisse – Town of Granby, Vermont | Volkszählungsergebnisse – Town of Granby, Vermont | Volkszählungsergebnisse – Town of Granby, Vermont | Volkszählungsergebnisse – Town of Granby, Vermont |
| Jahr                                              | 1800                                              | 1810                                              | 1820                                              | 1830                                              | 1840                                              | 1850                                              | 1860                                              | 1870                                              | 1880                                              | 1890                                              |
| ------------------------------------------------- | ------------------------------------------------- | ------------------------------------------------- | ------------------------------------------------- | ------------------------------------------------- | ------------------------------------------------- | ------------------------------------------------- | ------------------------------------------------- | ------------------------------------------------- | ------------------------------------------------- | ------------------------------------------------- |
| Einwohner                                         | 69                                                | 120                                               | 49                                                | 97                                                | 105                                               | 127                                               | 132                                               | 174                                               | 194                                               | 361                                               |
| Jahr                                              | 1900                                              | 1910                                              | 1920                                              | 1930                                              | 1940                                              | 1950                                              | 1960                                              | 1970                                              | 1980                                              | 1990                                              |
| Einwohner                                         | 182                                               | 95                                                | 70                                                | 69                                                | 76                                                | 74                                                | 56                                                | 52                                                | 70                                                | 85                                                |
| Jahr                                              | 2000                                              | 2010                                              | 2020                                              | 2030                                              | 2040                                              | 2050                                              | 2060                                              | 2070                                              | 2080                                              | 2090                                              |
| Einwohner                                         | 86                                                | 88                                                | 81                                                |                                                   |                                                   |                                                   |                                                   |                                                   |                                                   |                                                   |

## Wirtschaft und Infrastruktur

### Verkehr
Granby ist nicht an das staatsweite Straßennetz angeschlossen. Keine größere Straße führt auf das Gebiet der Town. Dort gibt es nur wenige, zumeist unbefestigte Straßen.

### Öffentliche Einrichtungen
Das Northeastern Vermont Regional Hospital in St. Johnsbury ist das nächstgelegene Krankenhaus für die Bewohner der Town.

### Bildung
Granby gehört mit Concord, Guildhall, Kirby, Lunenburg, Maidstone, Victory und Waterford zur Essex-Caledonia Supervisory Union.
In Granby gibt es keine Schule und keine weiteren infrastrukturelle Einrichtungen. Diese stehen in benachbarten Gemeinden zur Verfügung. Die nächste Schule und Bibliothek befindet sich in Guildhall.

## Persönlichkeiten

### Persönlichkeiten, die vor Ort gewirkt haben
- Samuel Read Hall (1795–1877), Priester und Lehrer, gründete das erste Institut für die Lehrerausbildung